# Johann Rudolph Anton Piderit
Johann Rudolph Anton Piderit (auch Johann Rudolf Anton Piderit; * 18. August 1720 in Pyrmont; † 2. August 1791 in Kassel) war ein deutscher evangelischer Theologe und Hochschullehrer.

## Leben
Johann Rudolph Anton Piderit wurde als Sohn des Arztes Christoph Anton Piderit geboren. Die Geburt erfolgte in Pyrmont, weil seine Mutter hochschwanger zu ihrem erkrankten Mann gereist war; dieser starb noch vor der Geburt seines Sohnes. Von dort aus kehrte sie an den Wohnort Homberg (Efze) zurück.
Er verbrachte seine Jugend in Homberg und besuchte die dortige Schule. 1737 begann er ein Theologie-Studium an der Universität Jena und hörte Vorlesungen bei Georg Christoph Stellwag (1711–1740), Friedrich Andreas Hallbauer, Friedrich Paul Wolfarth (1719–1786), Johann Peter Reusch, Joachim Georg Darjes, Joachim Ehrenfried Pfeiffer, Caspar Jakob Huth, Johann Georg Walch und Johann Georg Estor. Bei Johann Elias Greifenhahn erlernte er die italienische Sprache. Er disputierte zwar noch 1738 unter Friedrich Paul Wolfarth, musste dann jedoch aus finanziellen Gründen das Studium Ende des gleichen Jahres aufgeben und reiste übergangsweise nach Erfurt, bevor er von 1739 an einer Landesuniversität sein Studium als reformierter Theologe fortsetzte. Hierzu studierte er an der Universität Marburg Philosophie, Philologie und Theologie und hörte Vorlesungen beim Philosophen Christian Wolff, der ihn besonders beeinflusste; weitere Vorlesungen hörte er bei Johann Christian Kirchmayer, Johann Siegmund Kirchmayer, Johann Joachim Schröder, Franz Ulrich Ries und Johann Tilemann; er legte am 11. Oktober und am 10. November 1741 das theologische Examen in Marburg und Kassel ab und wurde Kandidat für das Predigeramt, in dem er sich auch anfangs bemühte, dann aber erkannte, dass es ihn mehr zum akademischen Leben zog. Darauf ging er 1745 nach Marburg zurück. Am 9. November 1745 promovierte er zum Dr. phil. an der Universität Marburg; im gleichen Jahr habilitierte er sich in der philosophischen Fakultät in Marburg und erhielt die Erlaubnis, Vorlesungen zu halten. Um sich dieses Recht auch in der theologischen Fakultät zu erwerben, ließ er sich 1746 als Lizenziat aufnehmen. Am 27. Juni 1747 erhielt er die ordentliche Professur für Philosophie.
1759 promovierte er bei David Samuel Daniel Wyttenbach und Heinrich Otto Duysing (1719–1781) zum Doktor der Theologie.
Um die Studenten, die aus Polen und Ungarn kamen, in ihrer sprachlichen Ausbildung zu unterstützen, stellte er wöchentlich einige lateinische Predigtübungen an und ließ hierzu die Psalmen Davids nach einem holländischen Exemplar abdrucken. Dagegen legte der Ephorus der Stipendiaten Professor Johann Wilhelm Krafft Einspruch ein mit der Begründung, diese Übungen gehörten in seinen Zuständigkeitsbereich, so dass Johann Rudolph Anton Piderit diese Übungen aufgeben musste, ohne dass sie später fortgesetzt worden wären.
Er versuchte eine Verständigung zwischen der evangelischen und katholischen Kirche herbeizuführen und widmete 1750 eine Neuausgabe der Traktate des Ludovicus Bologninus und des Felinus Sandeus De indulgentiis dem Papst Benedikt XIV. und die weitere Schrift Von den Schlüsseln des Himmelreichs Johann Friedrich Karl von Ostein, Erzbischof und Kurfürst von Mainz. Dieser hielt die Schriften jedoch für antikatholisch und fühlte sich durch die Widmung verhöhnt: er beschwerte sich beim Landgrafen von Hessen Wilhelm VIII., der die Bücher umgehend konfiszieren ließ. Einige Zeit später drohte der Frankfurter Vertreter des kaiserlichen Bücherkommissars Franz Xaver Anton von Scheben dem Verleger, außerdem konnte Johann Rudolph Anton Piderit darlegen, gegen keine Gesetze verstoßen zu haben, die gegen die Achtung des Erzbischofs gerichtet seien. Daraufhin behinderte der Landgraf die weitere Verbreitung beider Schriften nicht mehr, sondern duldete sie stillschweigend.
In den Jahren 1750, 1753 und 1758 war Johann Rudolph Anton Piderit Dekan der Philosophischen Fakultät und in den Jahren 1758–1760 Prorektor der Universität Marburg; aufgrund seiner Bemühungen als Rektor wurde während des Siebenjährigen Krieges eine Sauvegarde zur Abwehr von Übergriffen auf die Universität und deren Güter abgestellt. 1758 war er stellvertretender Pädagogiarch des Pädagogiums in Marburg.
Wilhelm VIII. übertrug ihm am 18. Januar 1760, durch den Geheimen Rat Friedrich August von Hardenberg, die Regulierung der Einquartierung sowie das Polizeiwesen im Oberfürstentum. Er verhütete 1760 eine während des Siebenjährigen Krieges vom französischen General Louis Marie Bretagne de Rohan-Chabot angedrohte Generalplünderung Marburgs. In Gegenwart des englischen Gesandten lobte der Geheime Rat von Hardenberg ihn für seinen Einsatz in Marburg und nannte ihn den Joseph des Oberfürstentums. Auch Herzog Ferdinand äußerte sich lobend über ihn.
Nach dem Tod Wilhelms VIII. am 1. Februar 1760 wurde das Geistliche Ministerium umgebildet. Dies hatte ein Reskript von Ferdinand II. vom 12. Dezember 1761 zur Folge, in dem angeordnet wurde, dass eine Kommission eingesetzt werde, die Piderits Schriften obsignieren (gerichtlich versiegeln) und seinen während des Prorektorats geführten Haushalt untersuchen werde, gleichzeitig solle er jedoch weiterhin seine akademischen Vorlesungen halten. Es dauerte einige Zeit, bis die Gravamina gegen ihn fertiggestellt waren, und auch nur, weil er mehrmals darum bei der Kommission nachsuchte. Piderit konnte die Vorwürfe zurückweisen, er drang jedoch auch darauf, dass ihm der Ankläger genannt werde, woraufhin der akademische Senat mitteilte, „… daß er an den wider den Professor Piderit vorgekommenen Beschwerden keinen Antheil nähme.“ Die gesamte Untersuchung wurde jedoch in die Länge gezogen und erst am 3. Januar 1769 erhielt er von der Kommission das Absolutorium. Für seine Verdienste während des Krieges wurde er aber von den meisten seiner Kollegen bis an ihren Tod geschätzt, namentlich Johann Georg Estor, Johann Nicolaus Funck (1715–1755), Professor am Marburger Pädagogium, Philipp Jacob Borel (1715–1760), Christoph Friedrich Geiger (1712–1767), David Samuel Daniel Wyttenbach und Johann Franz Coing (1725–1792).

### Versetzung nach Kassel
Obwohl er beständig sowohl seine Vorlesungen als auch Kanzelpredigten hielt, blieb ihm die ordentliche theologische Professur vorenthalten. Kurz bevor jedoch seine Berufung bevorstand, erfolgte seine Versetzung an das in Kassel neu gegründete Collegium Carolinum, eine vom Landgrafen Friedrich II. beschlossene Erweiterung der Universität Marburg. Hierzu eröffnete ihm am 10. März 1766 der damalige Kurator der Universität, der Geheime Staatsminister Leonhard Heinrich Ludwig Georg von Canngießer (1716–1772), dass der Landgraf ihm die Professur der orientalischen Sprachen und der Philosophie am Collegium Carolinum übertragen und ihn gleichzeitig zum Professor primarius ernannt habe. Das Reskript hierzu wurde ihm am 9. Mai 1766 ausgehändigt.
Trotz der Ernennung zum Professor primarius verschlechterten sich seine weiteren Umstände, weil er seine freie Wohnung in Marburg verlor und in Kassel kein vergleichbares Auditorium wie in Marburg haben würde. Der Minister sicherte ihm jedoch zu, dass die erste frei werdende Predigerstelle in Kassel an ihn gehen würde, die er dann neben seiner Professur führen könne. Dem Reskript nach war er lediglich zur Lehre der orientalischen Sprachen und der Philosophie vorgesehen, jedoch werde er, wie bereits in Marburg, als Doktor der Theologie von seinem Recht Gebrauch machen, diese Wissenschaft auch in Kassel zu lehren, zumal am Collegio Carolinum niemand war, der diese nach den neuen Statuten vorgeschriebenen Vorlesungen halten konnte. Seine angekündigten Vorlesungen über die theologische Dogmatik, Kirchengeschichte, Altes Testament und Homiletik wurden vom Kurator gebilligt, hierauf veröffentlichte er seine Dissertation de demonstrationum in Theologia revelata meritis. In dieser Schrift versuchte er 1767 aufzuzeigen, dass es nicht ausreiche, die göttlichen Dinge, die die Heilige Schrift offenbare, einfach als wahr hinzunehmen, sondern dass die Schrift dazu anleite, zu selbständiger Einsicht zu gelangen. Dies führte dazu, dass das Konsistorium ihm den Vorwurf machte, eine anstößige Lehre veröffentlicht zu haben, und er zukünftig nichts Theologisches mehr drucken lassen durfte, ohne vorher die Genehmigung der Zensur des Geistlichen Ministeriums einzuholen. Seine Bitte um die Nennung eines Anklägers sowie der anstößigen Punkte blieb vergebens. Ihm wurde jedoch der weitere Vorwurf gemacht, er habe in seinen Lehrvorträgen den Geist Gottes zu viel und die Heilige Schrift zu wenig betont, so dass er des Naturalismus und des Fanatismus beschuldigt wurde.
Er setzte Thesen zu einer neuen Dissertation auf, die denen in der bemängelten Dissertation entsprachen und übergab diese unter dem Titel Theses ex universa Theologia secundum confessionem doctorum reformatae ecclesiae Censur. In diesen Sätzen war kein einziger Satz, den er selbst formuliert hatte, sondern wörtliche Auszüge aus allgemein anerkannten Schriften angesehener Theologen. Das geistliche Ministerium stellte fest, dass diese Thesen noch anstößiger waren, als die vorher gedruckte Dissertation, und der darauf erstellte Bericht hatte zur Folge, dass ihm am 5. Mai 1767 untersagt wurde, Theologie zu lehren, und ihmdie Veröffentlichung von Schriften verboten wurde. Seine Verteidigungsschrift, sein Restitutionsgesuch und seine Bitte um Anhörung blieben erfolglos. Der Kurator von Canngiesser drohte ihm vielmehr, dass er sich und seiner Familie schwere Umstände zuziehen könne, wenn er nicht Ruhe geben würde, obwohl er persönlich von seiner Unschuld überzeugt sei. Um seine Familie und sich nicht weiter zu gefährden, unternahm er keine weiteren Maßnahmen.
Auf Anraten und mit der Unterstützung des Staatsministers Jacob Sigismund Waitz von Eschen gründete er im April 1769 die erste Casselische politische Zeitung und gab diese bis zum Ende 1789 heraus.
1775 verfasste er seinen ersten Beitrag zur Verteidigung und Erläuterung des Kanons der Heiligen Schrift und der christlichen Religion. Darauf erhielt er nicht nur von der Geistlichkeit der Landgrafschaft Hessen-Kassel, sondern auch von angesehenen Theologen, namentlich Christian August Crusius in Leipzig, Christian Wilhelm Franz Walch in Göttingen, Johann Augustin Dietelmair (1717–1785) in Altdorf und von der theologischen Fakultät Herborn viel Zuspruch und Beifall.
Professor Johann Wilhelm Christian Gustav Casparson äußerte 1774 als Prorektor des Collegium Carolinum in einem Programm über die Erziehung des Menschen: „Ich glaube nicht gern, daß ein unschuldiges Kind ohnerachtet der Erbsünde, so schwarz und bös geboren wird; dergleichen arme Seelen mag die systematische Moral durch Syllogismen überzeugen, daß sie abscheuliche Menschen sind.“ Diese Stelle zitierte Piderit in einer Zuschrift an die Geistlichkeit, ohne jedoch den Namen des Verfassers zu nennen, zum Beweis dafür, „… wie kühn und dreist man sich erfreche socinianische Meynungen im Angesicht der Kirche zu verbreiten und unsere Glaubensbekenntnisse auf eine schöngeisterische Art zu mishandeln.“ Im Collegium Carolinum befand sich eine Deputation, in der sowohl der Rat Johann Wilhelm Christian Gustav Casparson als auch der Rat Rudolf Erich Raspe ständige Mitglieder waren. Diese Deputation beschwerte sich am 11. März 1775 mit einer Anzeige an das Direktorium des Collegium Carolinum, dass Professor Piderit entgegen der Weisung des Konsistoriums und ohne die Zensur des Geistlichen Ministeriums zu informieren theologische Schriften drucken ließ, in denen er Professor Casparson wegen der Äußerung zur Erbsünde zu seinem Sozinianer machte. Hierauf erfolgte am 17. März 1775 eine Resolution durch den Kurator und Geheimen Staatsminister Generalleutnant Martin Ernst von Schlieffen, in der dem Professor Piderit der Vorhalt gemacht wurde, dass diesmal noch Gnade vor Recht ergehe, er aber zukünftig alle theologischen Veröffentlichen sowie Zitate seiner Kollegen zu unterlassen habe. Seine Gegendarstellung wurde nicht zur Kenntnis genommen. In der weiteren Folge wurde der Vorwurf erhoben, er sei ein blinder Orthodoxer, da er in diesen Schriften die historisch-kritische Methodik und einzelne Vertreter der Aufklärungstheologie angreife. Im Zuge dieser Auseinandersetzung, die öffentlich geführt wurde, rief er das Corpus Evangelicorum in Regensburg an. Am 27. September 1776 wurde er gemaßregelt und seine Schriften wurden kassiert, dies hatte einen Vermögensverlust zur Folge, der ihn dazu veranlasste, eine Bittschrift an den Landesherrn zu senden. Der Direktor des Oberappellationsgerichts Carl Philipp Kopp setzte sich umgehend für ihn ein, so dass er am 4. Oktober 1776 begnadigt wurde, außerdem erhielt er die Erlaubnis wieder, theologische Vorlesungen zu halten.
1779 unternahm er einen Unionsversuch zwischen der katholischen und der evangelischen Kirche. Das Programm hierzu ist 1781 in der anonym erschienenen Schrift Einleitung und Entwurf zum Versuche einer Religionsvereinigung von verschiedenen katholischen und evangelischen Personen, welche sich in eine Gesellschaft vereinigt haben erschienen. Das Geistliche Ministerium gestattete ihm jedoch keine theologische Betätigung, so dass er in dieser Hinsicht nicht weiter tätig wurde.
Als Wilhelm IX. 1785 sein Amt als Landgraf antrat, wurde ihm mitgeteilt, dass Professor Piderit aufgrund seiner sozinianischen Grundsätze dem theologischen Lehramt entsagt habe, hierbei handelte es sich offensichtlich um eine Verwechslung mit einem anderen Geistlichen. Es kam jedoch so weit, dass Johann Rudolph Anton Piderit am 13. April 1786 eine Rechtfertigung zum Vorwurf des Sozinianismus beim Landgrafen einreichen musste.
Johann Rudolph Anton Piderit war seit 1748 in erster Ehe mit Margaretha Elisabeth (* unbekannt; † 24. August 1772), einer Tochter des Kanzleirates Johann Christian Scheuffler verheiratet. 1776 heiratete er Kunigunde, eine Tochter des Rentmeisters Duntz aus Marburg, in zweiter Ehe.
Er hatte acht Söhne und Töchter:
- Johann Christian Piderit (* 9. Februar 1749 in Marburg; † unbekannt), studierte Theologie und mathematische Wissenschaften an der Universität Marburg und am Collegium Carolineum in Kassel bei Johann Konrad Spangenberg und Johann Matthias Matsko. Später studierte er in Wien noch orientalische Sprachen.
- Philipp Jacob Piderit (* 20. August 1753 in Marburg; † 1817), Dr. med., Oberhofrat und Vizedirector des Medizinischen Kollegiums in Kassel;
- Georg Wilhelm Friedrich Piderit (* 1759 in Marburg; † 1798), Stabskapitän im Regiment von Kospoth-Charitee, Inspektor in Bettenhausen;
- Daniel Piderit (* 7. Mai 1764; † unbekannt), studierte bei Johann Matthias Matsko mathematische Wissenschaften;
- Carl Friedrich Piderit (* 29. Oktober 1766; † unbekannt);
- Christoph Anton Friederich Piderit (* April 1769; † unbekannt);
- Catharine Elisabeth Piderit (* April 1770; † unbekannt);
- Susanne Katharine Dorothea Margarethe Elisabet Piderit (* 12. Januar 1774; † unbekannt), verheiratet mit Johann Valentin Fiegenheim, Obergerichts-Advokat und Prokurator;
- Christian Georg Ludwig Piderit (* 28. April 1777; † unbekannt).

### Konflikt mit Professor Johann Wilhelm Krafft über die Autorität der Heiligen Schrift
1752 wurde Johann Rudolph Anton Piderit von mehreren Studenten gebeten, ihnen eine Disputation anzufertigen und bei dem anschließenden Disput die Präsidentschaft zu übernehmen. Hierauf schrieb er de errobus Theologorum logicis circa sacram scripturam und gab diese zum Druck in die Universitätsdruckerei. Der damalige Prodekan, Professor Krafft, ließ, in Abwesenheit des Dekans Professor Henrich Otto Duysing, die ersten drei Bögen aus der Druckerei holen und machte daraufhin Piderit am 12. August 1752 den Vorwurf, dass die Dissertation behaupte, die Heilige Schrift sei nicht Gottes Wort. Piderit widersprach und bot an, sobald ein vollständiges Exemplar der Dissertation gedruckt sei, würde er dieses dem Professor Krafft zukommen lassen, damit dieser die beanstandeten Aussagen benennen könne, diese sollten dann aus dem Text herausgenommen werden. Auf dieses Angebot ging Professor Krafft jedoch nicht ein, sondern beschwerte sich beim damaligen Prorektor, Professor Kahl, sowohl mündlich als auch schriftlich und verlangte die Beschlagnahme der Disputation sowie eine Benachrichtigung des Landesherrn. Der Prorektor wollte vor diesen Maßnahmen erst die Meinung des akademischen Senats einholen, allerdings verlangte Professor Krafft, dass die philosophische Fakultät ausgeschlossen werden müsse, weil diese in Glaubenssachen nicht über die theologische Fakultät richten dürfe. Dies wurde entsprechend angeordnet und dem Buchdrucker wurde, bei Androhung einer Strafe von fünfzig Reichstalern, die Herausgabe der Dissertation untersagt, sowie der Landesherr benachrichtigt.
Am 27. August 1752 stellte Piderit dem Prorektor sein Gespräch mit Professor Krafft dar, dieser schlug daraufhin vor, Professor Krafft um die Rücknahme seiner Klage zu bitten. Inzwischen war jedoch der Landesherr benachrichtigt und die Konfiskation der Dissertation am 29. August 1752 angeordnet worden.
Der Senat teilte inzwischen mit, dass Piderit nur die gewöhnlichen Definitionen der Theologen von der Heiligen Schrift in seinem Disput wiedergegeben habe und aufzeige, dass sich daraus folgern ließe, die Heilige Schrift sei nicht Gottes Wort, sondern nur ein äußerlicher schriftlicher Ausdruck desselben. Hieraus zu folgern, dass die Zitate auch die Meinung Piderits seien, wäre falsch.
Nachdem die angeordnete Untersuchung durch den Kurator der Universität, den Geheimen Staatsminister Friedrich von Eyben, für Piderit erfolgreich abgeschlossen wurde, ordnete der Landesherr über den Superintendenten Johann Christoph Ungewitter an, dass Piderit am folgenden Sonntag die Hofpredigt halten solle, bei der auch der Fürst anwesend sein werde. Einige Zeit später wurde am 9. Januar 1753 seine Besoldung erhöht. Neben seinen Vorlesungen über Dogmatik und Harmonie hielt er nun auch öfter Kanzel-Predigten und begleitete zum Tode Verurteilte zur Richtstatt.

## Mitgliedschaften
- Am 14. November 1764 nahm ihn die fürstlich-anhaltinische Deutsche Gesellschaft zu Bernburg als Ehrenmitglied auf.
- Am 16. August 1777 empfing er das Patent als ordentliches Mitglied der Gesellschaft der Alterthümer. Dort hielt er Vorlesungen, die nicht im Sinne des Hofes des Landgrafen waren und durch den Sekretär der Gesellschaft, Jean-Louis Barbot de Luchet, beobachtet wurden.

## Ehrungen
Aufgrund seiner 1775 und 1776 veröffentlichten zweiteiligen Schrift Beyträge zur Vertheidigung und Erläuterung des Canons der heiligen Schrift und der christlichen Religion überhaupt erhielt er vom regierenden Herzog Friedrich von Mecklenburg-Schwerin eine goldene Medaille, die die Umschrift führt: in signum virtutis, artis et scientiarum.

## Schriften (Auswahl)
- Epistola philos. ad Joh. Adam. Wenderoth, Hasso-Rhenofeld. praefeétum primar. Rothenburg. qua gratulabundus de die 28 Apr, natalitio, veram et realem spectrorum notionem ostendit. Hersfeld 1742.
- Sympathia animorum, occasione diei 2. Jun. natalis Ernesti Hasl. Landgr. – ad rationes süas re ducta. Hersfeld 1742.
- Progr. ad solemnia summorum in Philosophia honorum Joh. Mullero, Gemunda-Haslo, conferendorum invitavit. Marburg 1750.
- Ludov. Bolognini et Felini sandei Tračtatus de indulgentiis, recudendos curavit atque urplurimum, ex ipsis Romanae ecclesiae positionibus illustravit. Marb. 1750
- Von den Schlüsseln des Himmelreichs. Marburg 1751.
- Gedicht zu dem Vermälungsfeste Herzogs Fridr. Aug. zu Holstein – mit Ulrica Frider. Wilhelmine, Prinzess. von Hess. Marburg 1752.
- Freye Betrachtungen über das Erdbeben zu Lissabon und andern Orten. Marb. 1756.
- Oratio solemnis acad. Marb. jubilaeum auspicans-et Oratorem Lib. B. à Moltke introducens. Marb. 1758.
- Oeffentliche Jubelfeyer der Universität Marburg, wegen der gesegneten Wiederkunft ihres theuresten Landesvaters, am 11. Jul. mit einer Rede beschlossen. Marb. 1758
- Progr. in actum doctoral in obitum Joh. Nic. Funccii, Prof. Eloq. Marburg 1758.
- Progr. in actum doctoral in obitum Ferdin. Michaelis, Acad. Pharmacop. Marburg 1759.
- Progr. in actum doctoral in electionem novi Prorect. acad. Marburg 1759.
- Progr. in actum doctoral in obitum Car. Theod. Pollmanni, stud. Marburg 1759.
- Prog. in obitum Jo. Aug. Junghenii, superint. Marburg 1759.
- Prog. in obitum Wilhelmi VIII. Hass. Landgr. Marburg 1760.
- Prog. in obitum Phil. Jac, Borelli, Med. Dr. et Prof. Marburg 1760.
- Prog. in obitum Joh. Ruppel, Theol.stud. Marburg 1760.
- Progr. ad electionem novi Prorec. acad. Marburg 1761.
- Leichen-Rede auf den Tod des reform. Predigers Joh. Conr. Hastenpflugs. Marburg 1763.
- Gedicht auf die Regierungs-Uebernahme sr. Hoh. des Erbstatthalters der Verein. Niederlande. Marburg 1766.
- Progr. quo ad solemnia Examinis publici invitat. Cassell. 1768.
- Progr. de titulo et nomine Josephi patriarchae in Aegypto. Cassell 1768.
- Thränen der Casselischen Musen über den Verlust eines rechtschaffenen Ministers bey der Gruft ihres Mäcens Leonh. Henr. Ludw. Geo. von Canngiesser’s; eine Trauerrede. Cass. 1772.
- Beyträge zur Vertheidigung und Erläuterung des Canons der heiligen Schrift und der christlichen Religion überhaupt. 1ster Beytr. eine wider die Kennicottische, Michaelische und andere Unternehmungen gehaltene Vorlesung und 2ter Beytr. I. die alte Masora, ein Mittel zur Ers haltung des Terts. II. Masorethische Tabellen. III. Beschreibung derselben. IV. Vom Keri und Kethibh. V. Kennicottischer Dunst. Frankfurt und Leipzig 1775 und 1776.
- Einleitung und Entwurf zum Versuche einer zwischen den streitigen Theilen im Römischen Reiche vorzunehmenden Religions-Vereinigung von verschiedenen Katholischen und Evangelischen Personen, welche sich zu dieser Absicht in eine Gesellschaft vereinigt haben. Frankfurt und Leipzig 1781.
- Beyträge zu den neuesten Religions-Vereinigungsschriften, Frankfurt 1782.

### Dissertationen
- Diss. philos. positiones nonnullas metaphysicas de voluntate, decreto et bonitate Dei exponens (sub praes M. Frd. Paul Wolfarth). Jena 1738.
- Diss inaug. philos. (pro summis in Philos hon.) de electricitate (subpraes. Joh. Tilemanni d. schenck); Resp. Johann Friedrich Lucius. Marburg 1746.
- Diss. excercitatoria III. positiones quasdam; Resp. Johann Friedrich Lucius, Isenburg. Waechtersb. Marburg 1746.
- Diss. excercitatoria IV. positiones quasdam; wiss. Resp. Henr. Wilh, Grebe, Melgershusa-Hass. Marburg 1746.
- Diss. excercitatoria V. positiones quasdam fistens; Resp. Joh. Dan. Hildebrand, Ziegenhayn. Marburg 1746.
- Diss. inaug. (pro Gr. Doct. Theol.) de angelis (subpraes Joh. Sigism. Kirchmeieri). Marburg 1746.
- Theses ex universa Theologia, Actus; I. Resp. Theod. Molesson, Polon. Marburg 1747.
- Theses ex universa Theologia, Actus; II. Resp. Paul, Wisky, Ungar. Marburg 1747.
- Theses ex universa Theologia, Actus; IV. Resp. Joh. Carol. Wanowsky, Polon. Marburg 1747.
- Diss. acad. de obligatione moraliper voluntatem spirituum peregrinorum, maxime spečtrorum; I. Rep. P. Wisky, Ung. Marburg 1747.
- Diss. acad. de obligatione moraliper voluntatem spirituum peregrinorum, maxime spečtrorum; II. Resp. Joh. Schmincke, Veckerhoga-Hass. Marburg 1748.
- Diss. acad. de obligatione moraliper voluntatem spirituum peregrinorum, maxime spečtrorum; III. Resp, Conr. Wittich, Melsunga-Hass. Marburg 1748.
- Diss. acad. de obligatione moraliper voluntatem spirituum peregrinorum, maxime spečtrorum; IV. Resp. Jo. Guil. Bodenstein. Marburg 1749.
- Diss. acad. de obligatione moraliper voluntatem spirituum peregrinorum, maxime spečtrorum; V. Resp. Eli. Trischmann. Cassell 1751.
- Diss. acad. de obligatione moraliper voluntatem spirituum peregrinorum, maxime spečtrorum; VI. Resp. Dan. Bultey, Schwabendorf. Hass. 1751.
- Diss. acad. de obligatione moraliper voluntatem spirituum peregrinorum, maxime spečtrorum; VII. Resp. Joh. Holtzhauer. Marb, Hass. 1751.
- Diss. acad. de obligatione moraliper vountatem spirituum peregrinorum, maxime spečtrorum; VIII. Resp. Franc. Jac. Wiskemann Vicenhusa-Hass. Marburg 1751.
- Diss. acad. de obligatione moraliper vountatem spirituum peregrinorum, maxime spečtrorum; IX. Resp. Christ. Kröschel, Jesb. Hass. Marburg 1751.
- Carmen funebre in obitum J. F. Homberg zu Vach, acad. Procanc. Marburg 1748.
- Diss. inaug. philos de pathologia divina s. de affectibus divins; Resp. Auct. (pro summ. in Philos hon.) Joh. Nic. seip. Marburg 1749.
- Theses miscellaneae; Resp. Ernest. Guil. Hildebrand, Niedermeill. Hass. Marburg 1749.
- Theses miscellaneae; Resp. Georg Christian Lautemann, Allendorf ad sal. Marburg 1749.
- Positiones miscellaneae; Resp. Jo. Guerner. Gille, Allendorf ad sal. Marburg 1749.
- Diss philos de quibusdam regulis intellectus; I. Resp. Leop. Christi. Rehm, Pfifa-Hall. Marburg 1750.
- Diss philos de quibusdam regulis intellectus; II. Resp. Gregor. schoenfeld, Neukircha Hass. Marburg 1750.
- Positiones quaedam de philosophia in Atheismum non abducente; Resp. Herrm. Froelich, spangenb. Marburg 1750.
- Positiones quaedam de abstračtionis mentalis constitutione et usu; Resp. Joh. Nolten, Ober-Elsunga-Hass. Marburg 1750.
- Positiones quaedam de characteribus. Antichristi; Resp. Jo. Schmincke, Veckerhaga-Hass. Marburg 1750.
- Diss. de modificandis ad captum simpliciorum demonstrationibus abstrusioribus, Resp. Herrm. Froelich, spangeb. Marburg 1750.
- Diss. de mundo hoc nunquam annihilando; Resp. Joh. Muller, Gemunda-Hass. Marburg 1750.
- Diss. inaug. de sanctitate in genere et quibus dam ejus speciebus praecipue sanctitate Dei; Resp. Auct. profumm. i. Philos. hon. Joh. Wilh. Schroeder, Marburgens. Marburg 1750.
- Disl. philos de genuina methodo tractandi jus naturae; Resp. Joh. Mart. Vietor, Francob. Hass. Marburg 1751.
- Theses ex Theologia naturali; Resp. Jo. Geo. Bramer, Treysa-Hass. Marburg 1751.
- Problemata philos quaedam a solis Theologis resolvenda; Resp. Ern. Guil, Hildebrand. Marburg 1751.
- Diss acad.de erroribus Theologorum logicis circa s. scripturam; I. Resp. Dan. Boltey. Marburg 1752.
- Diss acad.de erroribus Theologorum logicis circa s. scripturam; II. Resp. C. Krösche. Marburg 1752.
- Diss acad.de erroribus Theologorum logicis circa s. scripturam; III. Resp. Franc. Jac. Wiskemann. Marburg 1752.
- Diss acad.de erroribus Theologorum logicis circa s. scripturam; IV. Rep. Joh. Car. Kohlhepp. Marburg 1752.
- Diss acad.de erroribus Theologorum logicis circa s. scripturam; V. Resp. M. Cornelius. Marburg 1752.
- Diss acad.de erroribus Theologorum logicis circa s. scripturam; VI. Resp. J. G. Andreae. Marburg 1752.
- Diss acad.de erroribus Theologorum logicis circa s. scripturam; VII. Resp. J. T. Lipsius. Marburg 1752.
- Diss acad. de Atheismo; I. Resp. Joh. Just. Körde, Wolfesang. Hass. Marburg 1753.
- Diss acad. de Atheismo; II. Resp. Franc. Jac. Wiskemann, Vicenhus Hass. Marburg 1753.
- Diss acad. de Atheismo; Ill. Resp. J. G. E. Aschermann, Francob. Hass. Marburg 1753.
- Diss acad. de Atheismo; IV. Resp. Bernh. Richter, Marburgens. Marburg 1753.
- Diss inaug. quasdam ex universa philosophia exhibens theses; Resp. Auct. (pro Gr. Dr. Philos.) Ant. Nicol. Herbert surinamensis nosodochii Paramaribo et militiae in surinam Med. ord. Marburg 1753.
- Theses de animae humanae immortalitate ejus que ex rationis principiis probatione; Resp. Auct. Jo. Frid. Lipsius. Marburg 1756.
- Theses ex theologia depromtae; Resp. Joh. Conr. Sander, Hofgeism. Marburg 1758.
- Diss. philos de modesto alios sibi praeferente; Resp. A. Andr. Knoepfel. Marburg 1758.
- Diss. inaug. observationes in loca quaedam Ps XC. difficiliora exhibens; Resp. Auct. (pro Gr. Dr. Phil.) F. C. Diel. Marburg 1758.
- Diss. Theses sist.; Resp. A. J. P. Tassius. Marburg 1758.
- Diss. Theses sist.; Resp. A. C. F. Appelius. Marburg 1758.
- Theses X. de animabus brutorum; Resp. Johann David Giesler, Grossen-Ritta-Hass. Marburg 1758.
- Diss. acad. de venia offensoridanda; Resp. Johann Conrad Sander, Hofgeismar. Marburg 1759.
- Positiones mixtae; Resp. Joh. Dav. Giesler, Gr. Ritta-Hass. Marburg 1760.
- Dissertatio theol. de demonstrationum in theologia revelata meritis; Resp. Joh. Jac. Schill, Albiga-Palat. Cassell 1767.
- Diss acad.de voluntate sapientis; Resp. Joh. Benkö de Toria, Nob. Transylv. Cassell. 1768.